# Pejuçara
Pejuçara is een gemeente in de Braziliaanse deelstaat Rio Grande do Sul. De gemeente telt 3.972 inwoners (schatting 2009).

## Aangrenzende gemeenten
De gemeente grenst aan Boa Vista do Cadeado, Bozano, Cruz Alta, Panambi en Santa Bárbara do Sul.